# Pius L. Schwert

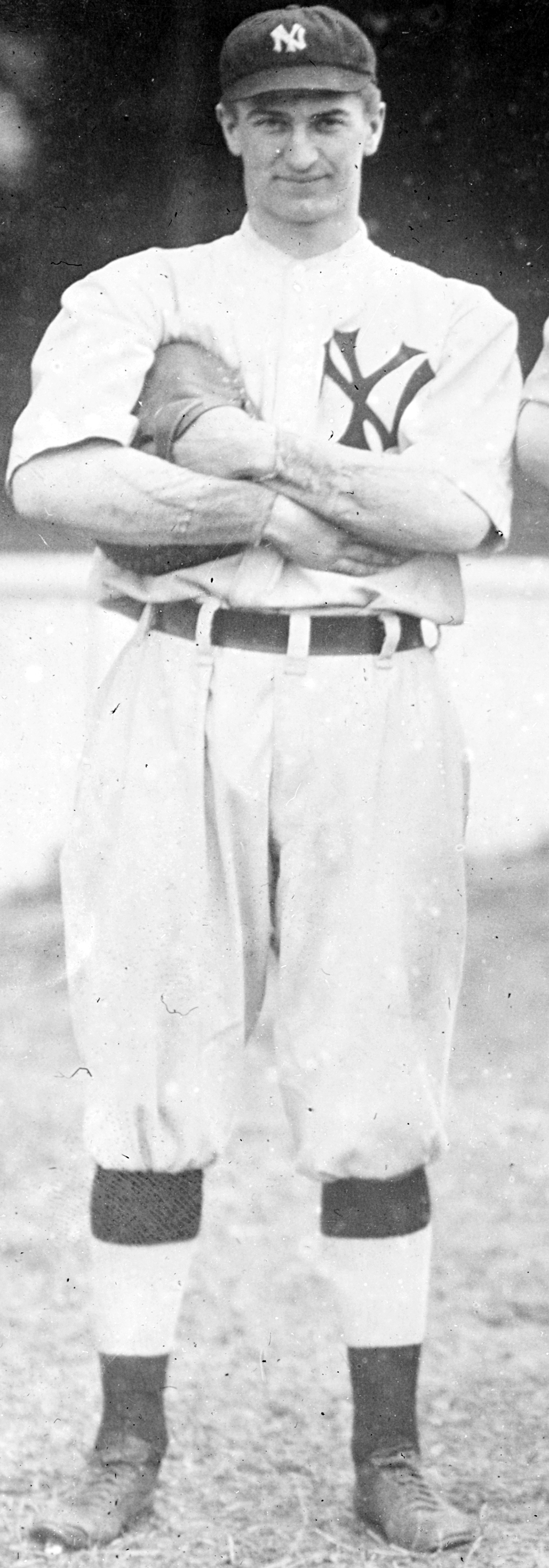
Pius L. Schwert in seiner Zeit als Baseballspieler bei den New York Yankees (1915)

Pius Louis Schwert (* 22. November 1892 in Angola, Erie County, New York; † 11. März 1941 in Washington, D.C.) war ein US-amerikanischer Politiker. Zwischen 1939 und 1941 vertrat er den Bundesstaat New York im US-Repräsentantenhaus.

## Werdegang
Pius Schwert besuchte die öffentlichen Schulen seiner Heimat und die Lafayette High School in Buffalo. Im Jahr 1914 absolvierte er die der University of Pennsylvania angegliederte Wharton School. Zwischen 1914 und 1915 war er Baseballspieler in der MLB für die New York Yankees. Während des Ersten Weltkrieges diente er ab 1917 in der US Navy. Nach dem Krieg arbeitete er in seinem Geburtsort Angola im Handel sowie im Bankgewerbe. Zwischen 1921 und 1931 war er Präsident der dortigen Bank of Angola. Im Jahr 1932 gehörte er dem ersten Gehaltsüberprüfungsausschuss im Erie County (Salary survey committee) an. Anschließend verlegte er seinen Wohnsitz nach Buffalo. Von 1933 bis 1938 war er als County Clerk bei der Bezirksverwaltung im Erie County angestellt. Politisch schloss er sich der Demokratischen Partei an.
Bei den Kongresswahlen des Jahres 1938 wurde Schwert im 42. Wahlbezirk von New York in das US-Repräsentantenhaus in Washington, D.C. gewählt, wo er am 3. Januar 1939 die Nachfolge des in den Senat gewechselten James M. Mead antrat. Nach einer Wiederwahl konnte er bis zu seinem Tod am 11. März 1941 im Kongress verbleiben. Während dieser Zeit wurden dort weitere New-Deal-Gesetze der Bundesregierung unter Präsident Franklin D. Roosevelt verabschiedet.